# Myzinum maculatum
Myzinum maculatum is een vliesvleugelig insect uit de familie Thynnidae. De wetenschappelijke naam van de soort is voor het eerst geldig gepubliceerd in 1793 door Fabricius.